# Alagút

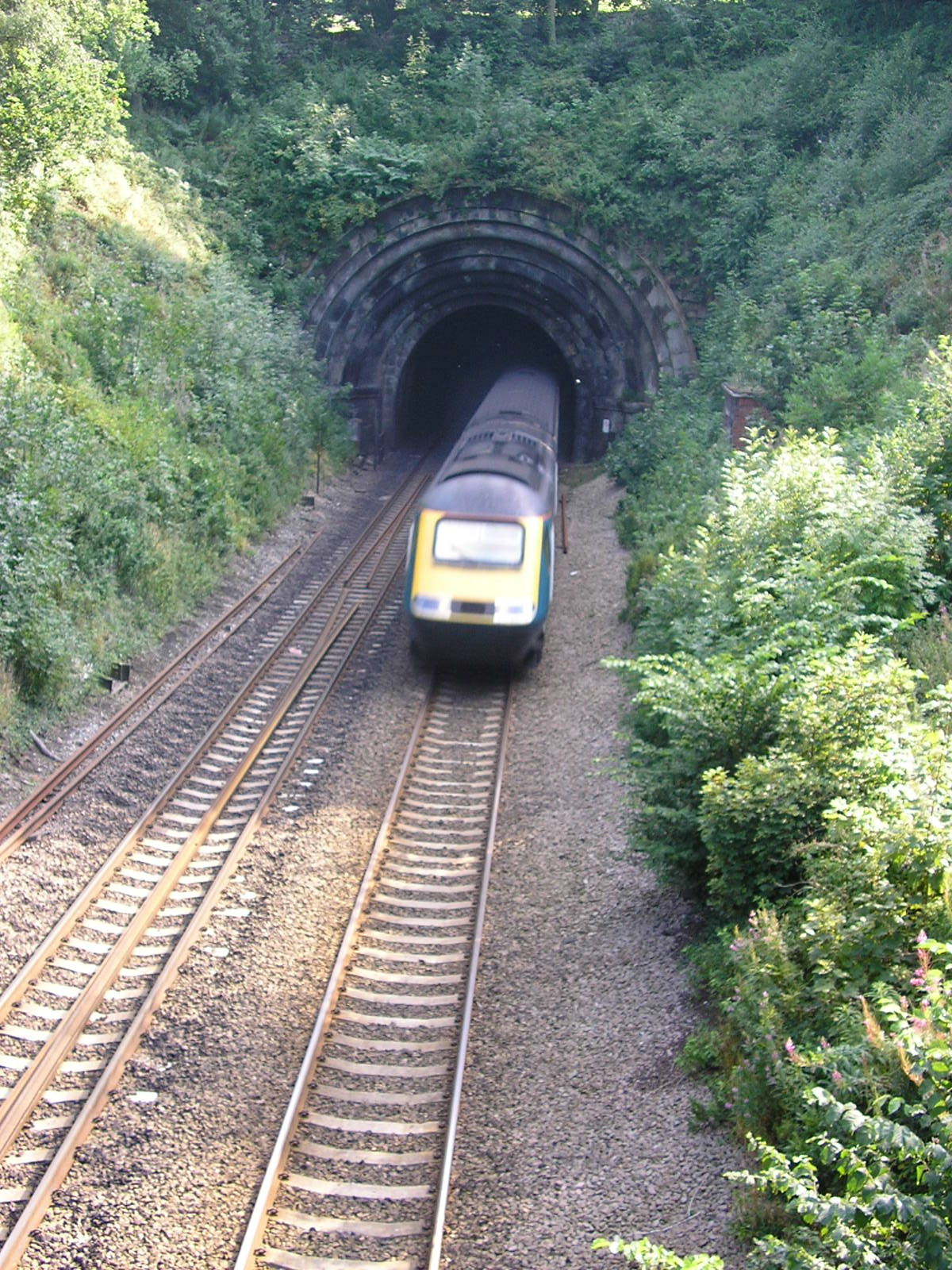
Vasúti alagút

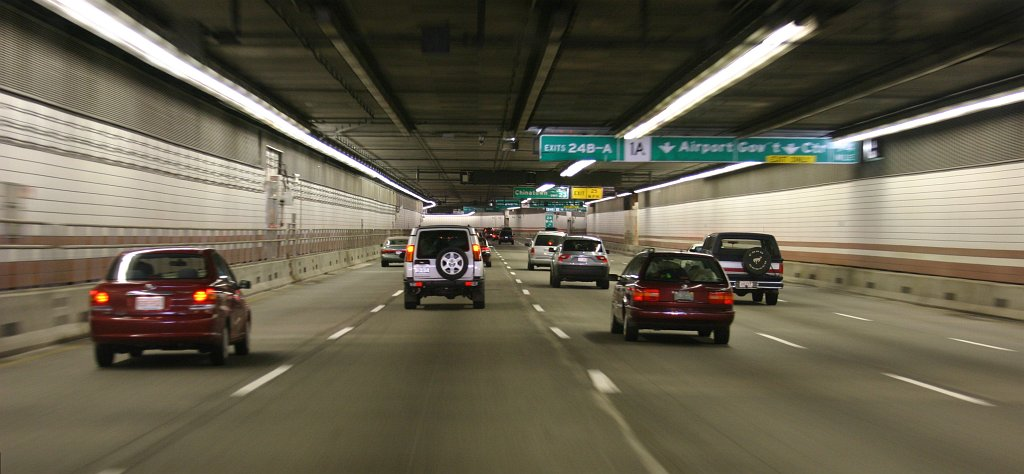
Közúti alagút

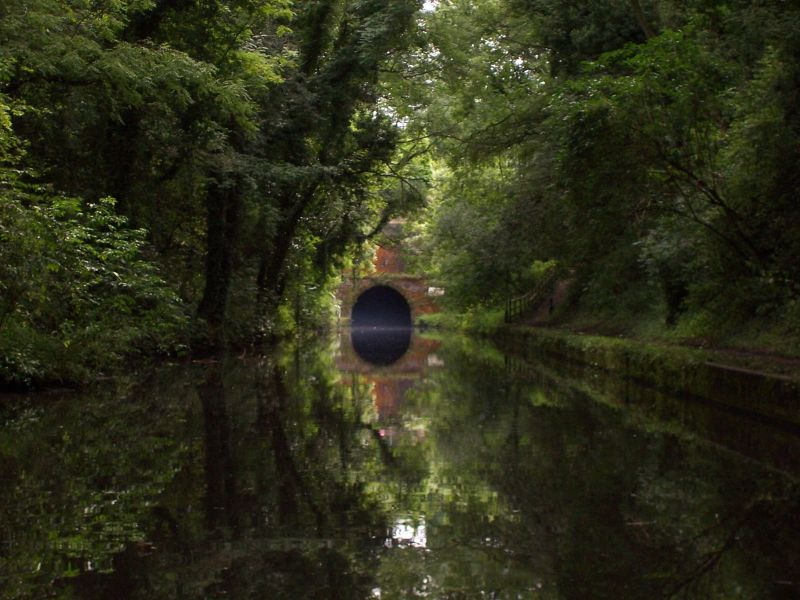
Vízi alagút

Az alagút közlekedésre, szállításra, tárolásra vagy egyéb különleges célra szolgáló földfelszín alatt létesített, vonalas jellegű mélyépítési műtárgy.

## Az alagutak rendeltetés szerinti felosztása

### Közlekedési alagutak
- Vasúti alagutak
- Közúti alagutak
- Gyalogos alagutak
- Hajózó alagutak
- Föld alatti vasúti alagutak

### Szállító alagutak
- Vízi erőművek alagútjai
- Energiatározó erőművek alagútjai
- Vízellátási alagutak
- Közműalagutak
- Szennyvízcsatorna-alagutak
- Ipartelepi szállító alagutak

### Tároló alagutak
- Mélygarázsok
- Élelmiszer-tárolók
- Raktáralagutak

### Különleges célú alagutak
- Szellőztető alagutak
- Turisztikai célú alagutak
- Hadászati célú alagutak
- Egyéb különleges célú alagutak (Pl: kísérleti célú)

## Alagutak felosztása a térbeli elhelyezkedés és vonalvezetés alapján

### Beépített területek alatti alagutak
Fontos jellemzőjük, hogy az építés és üzemeltetés beépített terület alatt történik, ezért a lehető legkisebb talaj (kőzet) mozgásra törekszenek. Leggyakrabban a földalatti vasutak (metró) vonali és állomás alagútjaira jellemzőek.

### Vízalatti alagutak
Folyóvizek, tengeröblök, tengerszorosok, szigetek közötti közlekedésre szolgáló alagutak. Fontos a vízállóság, az elmozdulások elleni védelem vagy kiegyenlítés.

### Talpalagutak
Párhuzamos völgyek között vagy sík terepről indulva a legmélyebb ponton történő átvezetés. Ebben az esetben az alagútra a nagy „takarás” a jellemző.

### Hágóalagutak
A sík tereptől vagy völgyek mélypontjától a közlekedési vonalat a külszínen fordulókkal magasabb szintre emelik, az alagútkiképzés magasabb ponton lehetséges, az alagút hossza és a takarás kisebb.

### Forduló alagutak

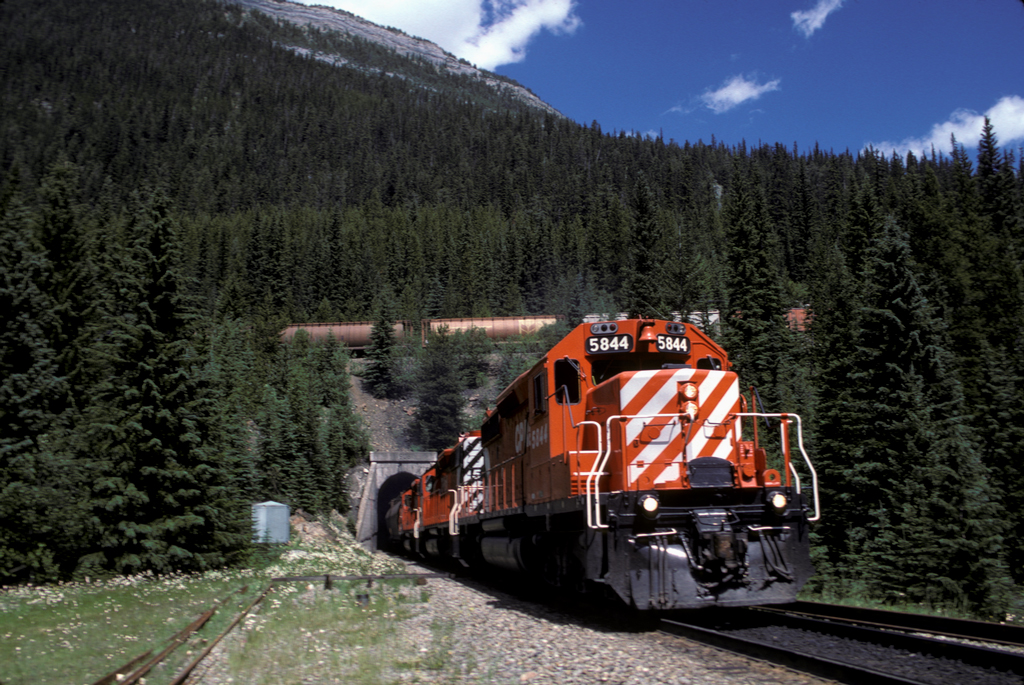
Kanadai spirál alagút alsó kapuzata. A kapuzat fölött látható szerelvényrész ugyanazon szerelvényhez tartozik

A magassági vonalvezetés szükségessé teheti, hogy a hegy belsejében hurok, többszöri hurok vagy spirál alakú kiképzés történjen, mert a felszíni tagoltság a magasságkülönbségek kiegyenlítését nem teszi lehetővé.

### Hegyorr alagút
Kisebb helyi akadályok átvágására alkalmazzák, vagy olyan esetekben, amikor bevágás kialakítása geológiai okok miatt veszélyes vagy nem lehetséges.

### Köralagút
A vonalvezetés szabályos kör alakú. Ilyen alagút épült a svájci-francia határon 27 km teljes kerületmenti hosszúságban fizikai kísérletek céljára a CERN részecskefizikai laboratóriumában.

## Alagutak elkülönítése az építés módja szerint

### Nyílt feltárásos építés
Az alagút feletti terep megbontásával, a hagyományos mélyépítésben alkalmazott eljárással vagy azok kombinációjával épül a vonalas műtárgy, amit építés után visszatöltenek. Az így épült alagutat kéregalagútnak is nevezik. Általában az alagútszerkezet magasságának kétszeresét meg nem haladó mélységig alkalmazzák.

### Zárt építési mód
A felszín csak néhány technológiailag szükséges helyen kerül megbontásra, az építés nagy mélységben  történik.

### Beúsztatásos építés
Víz alatti alagutak építésére kialakított különleges módszer, amikor az alagút elemeit a parton vagy mesterséges szigeten építik meg, majd a helyszínre beúsztatva és lesüllyesztve szerelik össze.

## Története
A legrégibb közlekedési célból épített földalatti építmény Babilonban az Eufrátesz medre alatt épült i. e. 2180-60 között. Az alagút 4,5 m széles és 3,6 m magas szelvényben, valamint közel 1 km hosszúságban, a királyi palotát kötötte össze a templommal. Az építés idejére a folyót elterelték, az alagutat nyílt kiemeléssel bitumenhabarcsba rakott téglából, boltozat alkalmazásával építették meg.

### Ókor
Kisebb űrszelvénnyel, tárnaszerű földalatti folyosókat már az ókorban is építettek. Ilyen az Albanói-tó levezetésére szolgáló 1900 méter hosszú tárna (épült Marcus Furius Camillus alatt i. e. 396-ban), de rendeltetésük csak a vizek levezetése, ezért ezek inkább a csatornák közé sorolhatók. Közlekedési útként igen kevés épült. Mint ilyen, említésre méltó a 37 körül Lucius Cocceius Auctus által, a Posillipóban építtetett 1000 lépés hosszú alagút.

### Középkor
Az 1400-as években kezdték el építeni Selmecbányán a Bíber-altárót, mely 5,6 km hosszúságával a középkor legnagyobb vízelvezető alagútja volt.
Ezen túlmenően a középkorból csak váralagutakat ismerünk, amelyek a főtoronyból, pincéből, szobákból, vagy a várkútból vezettek ki  a szabadra. A kútból indult ki pl. a váralagút Plessen, Dilsburg, Wurmberg, Hradek, Friedland, Elbogen várainál. Könyöki József írja: „felvételeim alkalmával alig láttam várat, hol ne mutatott volna a lakosság egy nyílást a falban vagy pincében, mely szerintük az alagút bejáratát képezi." II. Henrik német-római császár alagúton keresztül szökött meg Harzburg várából. Turenne francia tábornok 1674-ben a váralagúton keresztül jutott be Auerberg várába.
Magyarország váralagútjai:
- Körmöcbánya – a várkápolnát köti össze a városházával
- Murány – a várból az alagúton keresztül szökött meg Basó Mátyás kapitány, amikor észrevette, hogy emberei titokban alkudoznak a vár átadásáról
- Zólyomlipcse – a várkútból vezet az alagút egy uradalmi pincébe
- Nyitraszeg
- Nyitrazsámbokrét
- Kékkő
- Ungvár
- Tersatto – a Fiume melletti várban egy sziklába vájt alagút vezet a pincéből a Lujza úthoz
- Világos
- Füzér

### 19. század
Az újkorban  fordulópont volt a Temze alatt, a London két városrészének összekötésére szolgáló alagút. Ennek építését már 1798-ban, később 1805-1808-ban hasztalan kísérelték meg. Végre siker követte Marc Isambard Brunel munkáját, aki 1825-ben kezdte meg az építést. Az alagút hossza csak 361,8 méter (az űrszelvény szélessége 4,27 m, magassága 5,18 m), mégis 18 évig tartott az építés. 16 alkalommal lett elemi események miatt a munka megszakítva, míg végre 1843. március 25-én Page az építést befejezte. A kiadások összege mintegy 5 millió forint volt. 1869-ben ez az alagút egy vasúttársaság tulajdonába ment át.
Az alagutak építésénél tapasztalható bámulatos haladás valójában a vasutak óriási fejlődésének volt köszönhető. A vasutak nagy része ugyanis adhéziós vasút volt. A mozdony erejének kellő kihasználása végett egyfelől az emelkedési viszonyok egyenletességére kellett törekedni, másfelől pedig ügyelni kellett arra, hogy az emelkedések és esések bizonyos megengedhető mértéket meg ne haladjanak.
A vízválasztókon való átkeléseknél azonban e kettős cél csak hosszú vonalfejlesztéssel volt elérhető, ami az építést nagyon megdrágította. A vonalak megrövidítése érdekében tehát alagutakat építettek, és azokat a cél elérése végett nemcsak egyenesen, vagy egyszerű kanyarulatokban tették, hanem visszatérő és egymás fölött haladó spirális alakban is.
Az alagutak szempontjából a 19. század egyik legérdekesebb vállalkozása a Gotthárd-vasútvonal volt, amelynek a 200 kilométer hosszú fővonalában Immenseetől Chiassóig 65 alagút épült. Ezeknek összes hossza 42 kilométer. 12 alagút egy kilométernél hosszabb. A másik rendkívüli vasúti alagút a francia és olasz kormányok által 1898-1906 között épített 20 km hosszú Simplon-alagút volt.
Számos különleges vasúti alagutat építettek ezenkívül a vízfolyások, tengeröblök alatt való áthaladás céljából is, ott, ahol a hidak építését a rossz alapozás, vagy a tengeri hajók áthaladása végett szükséges nagy magasságok akadályozták meg.
Ilyen volt Dél-Wales és Anglia között, a Severn-öböl alatt épített alagút, amely 1873-1885 között épült. Hossza 7250 m, az űrszelvény szélessége 9 méter. Az alagút felett levő földréteg legkisebb vastagsága 13,5 méter. A vízoszlop magassága apály idején 18, dagálykor 30 m. Technikailag igen nevezetes volt továbbá a Hudson folyó alatt, New York és New Jersey között épített összeköttetés, mely két egymás mellé épített 4,9 m széles 5,5 m magas alagútból áll (mindegyik egy-egy vágány számára). Hossza 1670 méter.
A közúti közlekedés számára kisebb szelvénnyel szintén több alagutat építettek.
A dúcolási technikában a 19. században alaprendszereknek számítottak a belga, angol, német és Rziha-féle, valamint a Könyves Tóth Mihály-féle rendszerek. A hosszú alagutak építését egyrészt a fúrógépek hajtásához szükséges erőátvitel problémája, másrészt a szellőzés hiánya nehezítette meg. Ezek megoldására az alagútépítők igen sok szellemes ötletet találtak ki. A 10 250 méter hosszú arlbergi alagútnál például a nyugati oldalon a 100 légköri (víz)nyomással hajtott Brand-féle fúrógépet használták, a keleti oldalon pedig a Feroux-féle ütvefúrógépet, amelyet sűrített levegő hajtott. A szellőztetés érdekében 40–50 cm átmérőjű csöveken fújták be a levegőt 0,1 atmoszféra alatt.
Az alagutakat általában kifalazták, de míg az agyagos-márgás hegyekben a falazásnak igen szilárdnak és vastagnak kellett lennie, addig a kőzetekben csak úgynevezett bélésfalakat alkalmaznak.
Nemcsak az építés, hanem az alagutak fenntartása is sok nehézséget okozott, különösen ha az alagutak nem sziklás, hanem agyagos hegységen haladnak át. Ezeknél a falazatot a nagy nyomás összetörte, és a megrongált gyűrűket a forgalom közben kellett kijavítani.

#### Magyarország
A közúti forgalom érdekében épült magyarországi alagutak közül elsősorban a Budai Váralagút említendő meg. Az alagút építésének ötlete a Széchenyi lánchíd építésével egyidejű, de Széchenyinek ez irányban megindított munkássága eredménytelen volt. Végre 1851-ben Ürményi József megalakította az Alagút-társaságot, és 1853. február 10-én Clark Ádám tervező mérnök vezetése mellett az építéshez is hozzáfogtak. 1856. március 6-án a gyalogos, 1857. április 30-án a járműközlekedésnek adták át az alagutat. Az építési költségek meghaladták a félmillió forintot. Az alagút hossza 349,66 méter. Az űrszelvénynek alsó legnagyobb szélessége 9,48 méter, belső magassága pedig a kapuzatoknál 10,6 m, a közepén 7,85 m. Az úttest szintje a nyugati kapuzatnál 6 méterrel magasabban fekszik, mint a keletinél, az alagút lejtési viszonya tehát 1:58-hoz. Érdekesek a forgalom és a bevételre vonatkozó adatok is:
- 1858: 997 150 gyalogos, 91 388 jármű, 25 834 forint bevétel[forrás?]
- 1861: 984 721 gyalogos, 210 029 jármű, 38 922 forint bevétel
- 1871: 1 497 912 gyalogos, 460 822 jármű, 67 023 forint bevétel
- 1881: 1 417 150 gyalogos, 387 798 jármű, 59 025 forint bevétel
- 1891: 2 116 025 gyalogos, 416 581 jármű, 73 650 forint bevétel

Magyarországon a 19. század második felében ezen kívül még számos hosszabb-rövidebb alagút is készült, amelyeknek építése sok érdekes technikai feladat megoldásával járt. Ilyenek voltak többek között a Budapest-zimonyi vasútvonalon a čortanovci alagút, az erdélyi vasútvonalon pedig a kolozsi, kolozsbósi, valamint a Bene közelében levő 634 méter hosszú alagút.

#### Vasúti alagutak Magyarországon

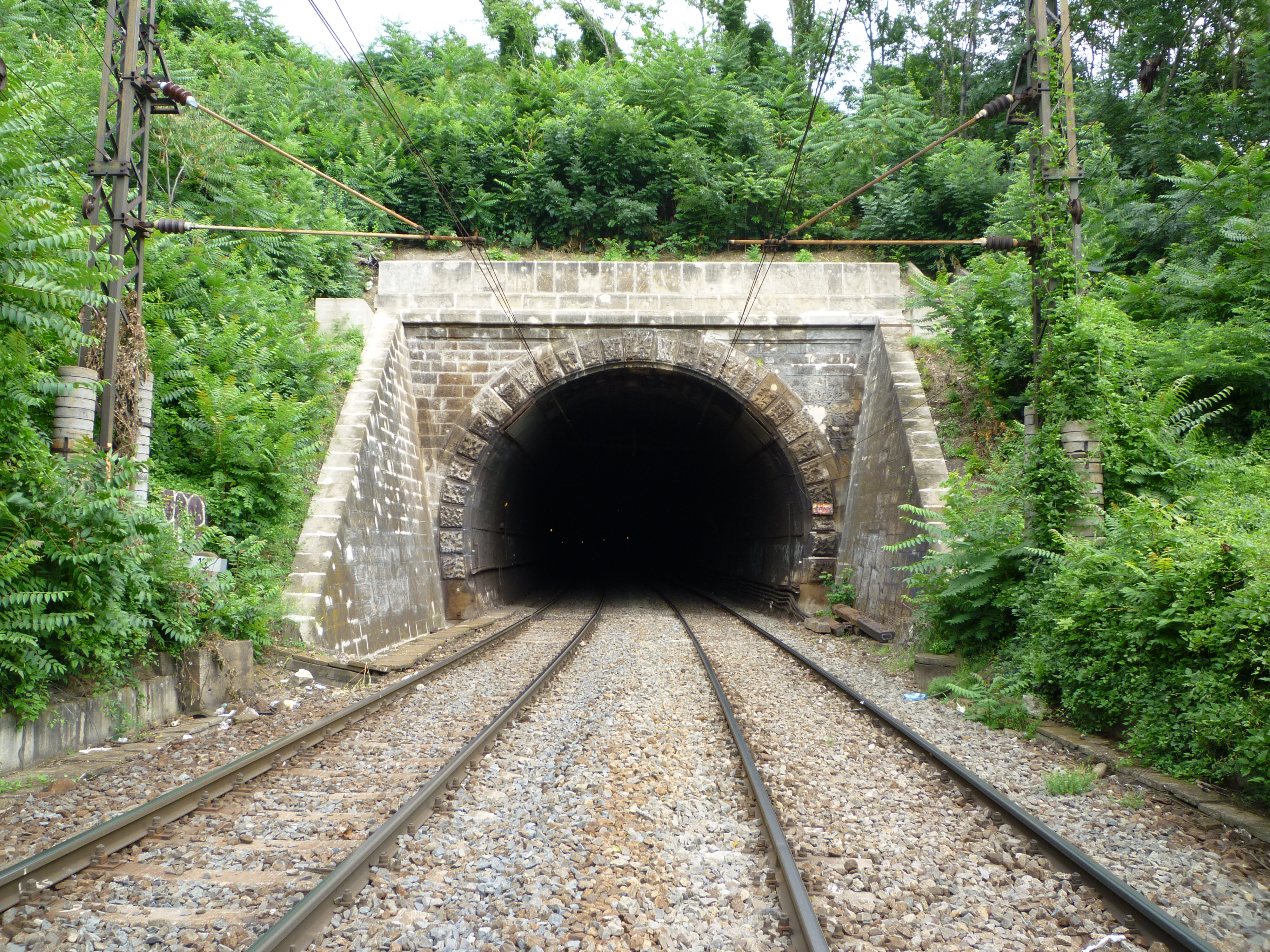
A kis-gellért-hegyi alagút déli bejárata

Magyarország 21 vasúti alagúttal rendelkezik. Ebből 3 a keskeny nyomközű vasúton található, 17 a nagyvasúton. (Található még egy keskeny nyomközű vasúti alagút a Karancs-Medvesben, ahol az alagúthoz tartozó vasútvonalat már felszámolták, így csak egy turistaút megy át rajta).
| Vonal száma | Vasútvonal                                                      | Alagút neve                        | Hossza (méter) | Építési éve |
| ----------- | --------------------------------------------------------------- | ---------------------------------- | -------------- | ----------- |
| 78          | Aszód–Balassagyarmat–Ipolytarnóc-vasútvonal                     | Becskei                            | 210            | 1896        |
| 29          | Börgönd–Szabadbattyán–Tapolca-vasútvonal                        | Balatonakarattyai                  | 96             | 1909        |
| 30a         | Budapest–Murakeresztúr-vasútvonal                               | Kis-Gellért-hegyi                  | 361            | 1861        |
| 2           | Budapest–Esztergom-vasútvonal                                   | Piliscsabai (Kopár-hágói)          | 780            | 1895        |
| 40          | Budapest–Pécs-vasútvonal                                        | Abaligeti I.                       | 667            | 1973        |
| 40          | Budapest–Pécs-vasútvonal                                        | Abaligeti II.                      | 114            | 1979        |
| 40          | Budapest–Pécs-vasútvonal                                        | Abaligeti III.                     | 418            | 1979        |
| 7           | Gyermekvasút                                                    | Hárs-hegyi                         | 198            | 1950        |
| 50          | Dombóvár–Bátaszék-vasútvonal                                    | Mőcsényi                           | 607            | 1911        |
| 87          | Füzesabony–Putnok-vasútvonal                                    | Szarvaskői I.                      | 157            | 1908        |
| 87          | Füzesabony–Putnok-vasútvonal                                    | Szarvaskői II.                     | 76             | 1908        |
| 87          | Füzesabony–Putnok-vasútvonal                                    | Sátai                              | 190            | 1908        |
| 11          | Győr–Veszprém-vasútvonal                                        | Lókúti                             | 242            | 1896        |
| 11          | Győr–Veszprém-vasútvonal                                        | Porva-Cseszneki I. (Cuha-völgyi)   | 37             | 1896        |
| 11          | Győr–Veszprém-vasútvonal                                        | Porva-Cseszneki II. (Porvai)       | 31             | 1896        |
| 11          | Győr–Veszprém-vasútvonal                                        | Porva-Cseszneki III. (Alsó-Porvai) | 110            | 1896        |
| 25          | Boba–Bajánsenye-vasútvonal                                      | Nagyrákosi „Zsuzsi” alagút         | 375            | 2001        |
| 332         | Pálházi Állami Erdei Vasút                                      | Kőkapui                            | 37             | 1903        |
| 330         | Lillafüredi Állami Erdei Vasút (Miskolc – Lillafüred – Garadna) | Lillafüredi I.                     | 112            | 1927        |
| 330         | Lillafüredi Állami Erdei Vasút (Miskolc – Lillafüred – Garadna) | Lillafüredi II.                    | 119            | 1927        |
| 93          | Miskolc-Rendező–Diósgyőr                                        | Diósgyőri                          | 335            | 1873        |

### 21. század

#### Megépült alagutak
- Csatorna-alagút
- Lötschberg-bázisalagút
- Szeikan-alagút

#### Épülő alagutak
- Semmering-bázisalagút
- Brenner-bázisalagút

#### Tervezett alagutak
- Alaszka–Oroszország-alagút
- Concordia-alagút
- Dél-Korea–Japán tenger alatti alagút
- Gibraltár alagút
- Helsinki–Tallinn-alagút
- Kína–Tajvan vasúti alagút
- Szicília–Tunézia-alagút

## Lásd még
- A leghosszabb alagutak listája